# 和賀郡
和賀郡（日语：／ Waga gun */?）是位于岩手縣的一郡。人口6,150人、面積590.78km²（2013年）。
現轄有以下1町。
- 西和賀町